# Silene gallinyi
Silene gallinyi är en nejlikväxtart som beskrevs av Reichenb. Silene gallinyi ingår i släktet glimmar, och familjen nejlikväxter. Inga underarter finns listade i Catalogue of Life.